# 아바스 굴리예프
아바스 샤흐바스 오글루 굴리예프(아제르바이잔어: Abbas Şahbaz oğlu Quliyev, 1916년 9월 15일 ~ 1998년 12월 30일)는 아제르바이잔의 군인이다.
아제르바이잔 셰케라바트(Şəkərabad)에서 농민의 아들로 태어났으며 1936년에는 바쿠 교육 대학교를 졸업했다. 아제르바이잔 연극회를 졸업한 이후에는 나히체반 연극 극장에서 배우로 활동했다. 1941년부터 1945년까지 소련 군대의 지휘관으로 복무했다.
제2차 세계 대전의 동부 전선에서 쿠투조프 작전, 드네프르 강 전투, 바그라티온 작전, 루블린-브레스트 공세, 비스와-오데르 공세에 참전했으며 소련 정부로부터 적기훈장(1943년 11월 30일, 1944년 7월 24일, 1945년 3월 29일), 조국 전쟁 훈장(1943년 11월 30일, 1985년 11월 6일), 알렉산드르 넵스키 훈장(1944년 8월 8일)을 받았다. 아제르바이잔 소비에트 사회주의 공화국 최고 소비에트 서기장, 나히체반 자치 공화국 교육부 차관을 역임했다.